# Lista de episódios de Todas as Flores

Pôster de divulgação da telenovela.

A seguir apresenta-se a lista de episódios de Todas as Flores, uma telenovela escrita por João Emanuel Carneiro, dirigida por Carlos Araújo e exibida originalmente via streaming pelo Globoplay de 19 de outubro de 2022 a 1 de junho de 2023, totalizando 85 capítulos, mas dividida em duas partes.
A primeira parte foi transmitida entre 19 de outubro de 2022 a 14 de dezembro de 2022. Enquanto a segunda parte foi transmitida entre 5 de abril de 2023 a 31 de junho de 2023. 

## Resumo

### Temporadas
| Temporada | Temporada | Capítulos | Exibição original     | Exibição original      |
| Temporada | Temporada | Capítulos | Estreia               | Final                  |
| --------- | --------- | --------- | --------------------- | ---------------------- |
|           | 1         | 45        | 19 de outubro de 2022 | 14 de dezembro de 2022 |
|           | 2         | 40        | 5 de abril de 2023    | 1 de junho de 2023     |

## Temporada 1 (2022)
| N.º na série | N.º na temp. | Título        | Dirigido por  | Escrito por           | Exibição original      |
| --- | ------------ | ------------- | ------------- | --------------------- | ---------------------- |
| 1 | 1            | "Capítulo 1"  | Carlos Araújo | João Emanuel Carneiro | 19 de outubro de 2022  |
| Maíra, criada pelo pai, reencontra a mãe, Zoé. No Rio de Janeiro, conhece a irmã Vanessa, que está doente. Maíra é contratada como perfumista da Rhodes e conhece Rafael.            |              |               |               |                       |                        |
| 2 | 2            | "Capítulo 2"  | Carlos Araújo | João Emanuel Carneiro | 19 de outubro de 2022  |
| Diego recebe proposta para assumir a culpa de Olavo. Rafael e Maíra se aproximam. Judite conta para Rafael sobre a família de Maíra. Guiomar ouve uma conversa entre Zoé e Humberto. |              |               |               |                       |                        |
| 3 | 3            | "Capítulo 3"  | Carlos Araújo | João Emanuel Carneiro | 19 de outubro de 2022  |
| Zoé conta à Vanessa o que descobriu de Rafael. Magrão ameaça Olavo. Diego é preso e nota que caiu em um golpe. Pablo começa a trabalhar na Rhodes. Vanessa arma para Rafael.         |              |               |               |                       |                        |
| 4 | 4            | "Capítulo 4"  | Carlos Araújo | João Emanuel Carneiro | 19 de outubro de 2022  |
| Vanessa descobre que Rafael e Maíra estão juntos. Raulzito percebe a traição de Patsy. Guiomar investiga Zoé. Samsa salva a vida de Diego na prisão. Vanessa ameaça Maíra.           |              |               |               |                       |                        |
| 5 | 5            | "Capítulo 5"  | Carlos Araújo | João Emanuel Carneiro | 19 de outubro de 2022  |
| Guiomar alerta Rafael sobre sua desconfiança de Humberto e Zoé. Diego considera a proposta de Samsa. Vanessa apresenta Rafael como seu noivo para Maíra.                             |              |               |               |                       |                        |
| 6 | 6            | "Capítulo 6"  | Carlos Araújo | João Emanuel Carneiro | 26 de outubro de 2022  |
| Rafael toma atitude sobre sua vida amorosa. Diego pede ajuda para Samsa. Mendonça divide sua investigação com Guiomar. Pablo segue o plano de Vanessa.                               |              |               |               |                       |                        |
| 7 | 7            | "Capítulo 7"  | Carlos Araújo | João Emanuel Carneiro | 26 de outubro de 2022  |
| Pablo tenta convencer Maíra de sua paixão. Dequinha se desespera. Maíra considera reatar com Rafael. Vanessa faz uma revelação para Rafael.                                          |              |               |               |                       |                        |
| 8 | 8            | "Capítulo 8"  | Carlos Araújo | João Emanuel Carneiro | 26 de outubro de 2022  |
| Vanessa conta a grande novidade para Maíra. Zoé garante a Vanessa que resolverá a situação com Guiomar. Jéssica aceita uma proposta. Vanessa faz confissão a Pablo.                  |              |               |               |                       |                        |
| 9 | 9            | "Capítulo 9"  | Carlos Araújo | João Emanuel Carneiro | 26 de outubro de 2022  |
| Pablo celebra a novidade de Vanessa. Lila questiona Luís Felipe sobre o caso de Samsa. Vanessa acusa Maíra.                                                                          |              |               |               |                       |                        |
| 10 | 10           | "Capítulo 10" | Carlos Araújo | João Emanuel Carneiro | 26 de outubro de 2022  |
| Jéssica conhece Ciça. Samsa prepara Diego. Zoé alerta Humberto sobre investigação de Mendonça. Vanessa faz intriga de Maíra para Rafael.                                             |              |               |               |                       |                        |
| 11 | 11           | "Capítulo 11" | Carlos Araújo | João Emanuel Carneiro | 2 de novembro de 2022  |
| Pablo admira Maíra. Humberto tira satisfações com Guiomar. Galo apronta novamente com a família de Diego, que pede ajuda a Samsa. Guiomar recebe um vídeo comprometedor de Vanessa.  |              |               |               |                       |                        |
| 12 | 12           | "Capítulo 12" | Carlos Araújo | João Emanuel Carneiro | 2 de novembro de 2022  |
| Guiomar descobre mentira de Vanessa e perde o controle. Joy pede para encontrar Diego. Rafael sofre um acidente.                                                                     |              |               |               |                       |                        |
| 13 | 13           | "Capítulo 13" | Carlos Araújo | João Emanuel Carneiro | 2 de novembro de 2022  |
| Rafael pede para ver Maíra. Na fazenda, Jéssica recebe castigo. Guiomar flagra Humberto e Zoé na festa da Rhodes.                                                                    |              |               |               |                       |                        |
| 14 | 14           | "Capítulo 14" | Carlos Araújo | João Emanuel Carneiro | 2 de novembro de 2022  |
| Guiomar confronta Zoé e Humberto. Patsy se revolta e causa um acidente. Galo atira em Mendonça. Humberto faz anúncio a Rafael.                                                       |              |               |               |                       |                        |
| 15 | 15           | "Capítulo 15" | Carlos Araújo | João Emanuel Carneiro | 2 de novembro de 2022  |
| Rafael sofre com a notícia. Patsy acusa Mauritânia. Humberto pede que Zoé se afaste dele. Diego e Joy se aproximam. Patsy se surpreende com testamento do marido.                    |              |               |               |                       |                        |
| 16 | 16           | "Capítulo 16" | Carlos Araújo | João Emanuel Carneiro | 9 de novembro de 2022  |
| Humberto teme a possibilidade de um inquérito sobre o incêndio na Rhodes. Diego garante que se vingará de Luís Felipe. Luís Felipe nomeia o novo presidente da Rhodes.               |              |               |               |                       |                        |
| 17 | 17           | "Capítulo 17" | Carlos Araújo | João Emanuel Carneiro | 9 de novembro de 2022  |
| Samsa orienta as ações de Diego, e Débora recebe o rapaz na saída da prisão. Zoé ajuda Vanessa em uma mentira para Maíra. Dequinha sofre acidente.                                   |              |               |               |                       |                        |
| 18 | 18           | "Capítulo 18" | Carlos Araújo | João Emanuel Carneiro | 9 de novembro de 2022  |
| Diego procura a mãe. Judite conta para Rafael sobre a decisão de Maíra. Mauritânia começa a trabalhar como estilista da Rhodes. Rafael toma atitude sobre Maíra.                     |              |               |               |                       |                        |
| 19 | 19           | "Capítulo 19" | Carlos Araújo | João Emanuel Carneiro | 9 de novembro de 2022  |
| Maíra e Rafael conversam. Diego cumpre uma missão dada por Samsa. Vanessa tem uma nova ideia para colocar seu plano em ação. Rafael confronta Humberto sobre Zoé                     |              |               |               |                       |                        |
| 20 | 20           | "Capítulo 20" | Carlos Araújo | João Emanuel Carneiro | 9 de novembro de 2022  |
| Humberto faz confissão para Rafael. Diego encontra uma pista sobre o paradeiro da família. Rominho decide ir para a fazenda-escola. Maíra encontra uma prova escondida por Zoé.      |              |               |               |                       |                        |
| 21 | 21           | "Capítulo 21" | Carlos Araújo | João Emanuel Carneiro | 15 de novembro de 2022 |
| Zoé despista Maíra. Rominho é castigado. Rafael revela o segredo da grande aposta da Rhodes para Maíra. Diego entrega maleta para uma mulher. Vanessa e Pablo são surpreendidos.     |              |               |               |                       |                        |
| 22 | 22           | "Capítulo 22" | Carlos Araújo | João Emanuel Carneiro | 15 de novembro de 2022 |
| Pablo alerta Vanessa. Judite afirma a Maíra que descobrirá segredo de Vanessa. Rominho confabula com Jéssica. Vanessa confronta Zoé. Vanessa arma contra Maír                        |              |               |               |                       |                        |
| 23 | 23           | "Capítulo 23" | Carlos Araújo | João Emanuel Carneiro | 15 de novembro de 2022 |
| Vanessa conclui plano contra Maíra. Olavo esconde na Rhodes um pacote suspeito. Pablo se incomoda com a novidade de Maíra. Rafael questiona Maíra sobre o perfume.                   |              |               |               |                       |                        |
| 24 | 24           | "Capítulo 24" | Carlos Araújo | João Emanuel Carneiro | 15 de novembro de 2022 |
| Maíra e Rafael discutem. Pablo se recusa a ajudar Vanessa. Rafael confirma suspeita sobre Maíra. Diego encontra Biel. Vanessa ameaça Zoé.                                            |              |               |               |                       |                        |
| 25 | 25           | "Capítulo 25" | Carlos Araújo | João Emanuel Carneiro | 15 de novembro de 2022 |
| Zoé confronta Vanessa. Biel se revolta contra Diego. Ciça e Jéssica têm um embate. Vanessa chantageia Zoé. Maíra se desespera ao perceber onde está.                                 |              |               |               |                       |                        |
| 26 | 26           | "Capítulo 26" | Carlos Araújo | João Emanuel Carneiro | 23 de novembro de 2022 |
| Maíra é castigada e se aproxima de Jéssica. Zoé marca um encontro com Humberto. Judite estranha as mensagens que recebe no celular de Maíra. Jéssica descobre que está grávida.      |              |               |               |                       |                        |
| 27 | 27           | "Capítulo 27" | Carlos Araújo | João Emanuel Carneiro | 23 de novembro de 2022 |
| Jéssica é levada para um novo alojamento. Joy apoia Lila. Pablo discute com Vanessa. Diego e Galo brigam. Rafael acompanha Vanessa no ultrassom. Maíra se surpreende com novidade.   |              |               |               |                       |                        |
| 28 | 28           | "Capítulo 28" | Carlos Araújo | João Emanuel Carneiro | 23 de novembro de 2022 |
| Maíra se mostra preocupada. O filho de Vanessa nasce. Uma moça entra em trabalho de parto na fazenda. Vanessa expulsa Zoé do quarto. Zoé é avisada sobre estado de Maíra.            |              |               |               |                       |                        |
| 29 | 29           | "Capítulo 29" | Carlos Araújo | João Emanuel Carneiro | 23 de novembro de 2022 |
| Jéssica se revolta na fazenda. Joy se anima com o novo visual de Lila. Diego conhece um investigador para procurar a família. Zoé conta novidade de Maíra para Vanessa.              |              |               |               |                       |                        |
| 30 | 30           | "Capítulo 30" | Carlos Araújo | João Emanuel Carneiro | 23 de novembro de 2022 |
| Vanessa se desespera com a novidade de Maíra. Rominho, Jéssica e Maíra se unem na fazenda. Samsa se enfurece com Zoé. Judite e Pablo são seguidos.                                   |              |               |               |                       |                        |
| 31 | 31           | "Capítulo 31" | Carlos Araújo | João Emanuel Carneiro | 30 de novembro de 2022 |
| Pablo descobre segredo de Zoé e Vanessa. Vanessa expulsa Zoé de sua casa. Jéssica tenta animar Maíra. Zoé desabafa com Garcia e decide buscar Maíra na fazenda.                      |              |               |               |                       |                        |
| 32 | 32           | "Capítulo 32" | Carlos Araújo | João Emanuel Carneiro | 30 de novembro de 2022 |
| Zoé conta uma mentira para Maíra. Maíra passa mal, e Zoé é carinhosa com a filha. Humberto descobre paradeiro de Maíra. Vanessa é surpreendida com a volta da irmã.                  |              |               |               |                       |                        |
| 33 | 33           | "Capítulo 33" | Carlos Araújo | João Emanuel Carneiro | 30 de novembro de 2022 |
| Vanessa fica furiosa com Zoé. Maíra é internada. Mark anuncia finalistas do concurso. Rafael descobre golpe de Humberto. Rafael fica sabendo que Maíra voltou.                       |              |               |               |                       |                        |
| 34 | 34           | "Capítulo 34" | Carlos Araújo | João Emanuel Carneiro | 30 de novembro de 2022 |
| Zoé convence Maíra a deixar sua casa. Pablo defende ser a pessoa certa para Maíra. Vanessa convida Rafael a dormir em seu apartamento. Rafael pede informações para Luís Felipe.     |              |               |               |                       |                        |
| 35 | 35           | "Capítulo 35" | Carlos Araújo | João Emanuel Carneiro | 30 de novembro de 2022 |
| Rafael fica chocado com as revelações de Luís Felipe. Diego beija Joy. Jussara e Oberdan conversam. Rominho toma atitude sobre Jéssica. Rafael vê Maíra.                             |              |               |               |                       |                        |
| 36 | 36           | "Capítulo 36" | Carlos Araújo | João Emanuel Carneiro | 7 de dezembro de 2022  |
| Rafael vê Zoé chegar aonde Maíra está. Jéssica sofre por causa de Rominho. Zoé pede perdão a Maíra. Mauritânia conversa com Javé. Maíra entra em trabalho de parto.                  |              |               |               |                       |                        |
| 37 | 37           | "Capítulo 37" | Carlos Araújo | João Emanuel Carneiro | 7 de dezembro de 2022  |
| Maíra dá à luz e Zoé se emociona. Mauritânia convida Javé para sua casa. Maíra desconfia de Zoé e se esconde para ouvir a conversa da mãe com Galo.                                  |              |               |               |                       |                        |
| 38 | 38           | "Capítulo 38" | Carlos Araújo | João Emanuel Carneiro | 7 de dezembro de 2022  |
| Maíra ouve conversa de Zoé e Galo. Diego descobre o segredo de Joy. Zoé se recusa a se reaproximar de Vanessa. Humberto descobre paradeiro de Maíra. Judite e Pablo resgatam Maíra.  |              |               |               |                       |                        |
| 39 | 39           | "Capítulo 39" | Carlos Araújo | João Emanuel Carneiro | 7 de dezembro de 2022  |
| Pablo se emociona ao encontrar Maíra com seu bebê. Maíra diz a Judite que não contará a Rafael sobre o filho. Pablo despreza Vanessa. Maíra se enfurece com a presença de Zoé.       |              |               |               |                       |                        |
| 40 | 40           | "Capítulo 40" | Carlos Araújo | João Emanuel Carneiro | 7 de dezembro de 2022  |
| Maíra discute com Zoé. Diego se declara para Joy. Vanessa trama plano com Zoé. Rafael chega à casa de Judite para falar com Maíra.                                                   |              |               |               |                       |                        |
| 41 | 41           | "Capítulo 41" | Carlos Araújo | João Emanuel Carneiro | 14 de dezembro de 2022 |
| Maíra conversa com Rafael. Vanessa intimida Zoé. Rafael conta a Vanessa sobre o encontro com Maíra. Débora avisa a Samsa sobre a desconfiança de Diego. Galo invade uma casa.        |              |               |               |                       |                        |
| 42 | 42           | "Capítulo 42" | Carlos Araújo | João Emanuel Carneiro | 14 de dezembro de 2022 |
| Galo percebe que invadiu a casa errada. Vanessa descobre traição de Pablo. Rafael questiona Judite sobre o bebê que viu. Galo cumpre o plano de Zoé, que vai ao encontro de Maíra.   |              |               |               |                       |                        |
| 43 | 43           | "Capítulo 43" | Carlos Araújo | João Emanuel Carneiro | 14 de dezembro de 2022 |
| Zoé faz exigência à Maíra. Zoé se desespera com oferta de Débora. Judite implora a Maíra para contar a Rafael o que Zoé fez. Rominho age em favor de Jéssica. Débora é presa.        |              |               |               |                       |                        |
| 44 | 44           | "Capítulo 44" | Carlos Araújo | João Emanuel Carneiro | 14 de dezembro de 2022 |
| Débora é levada para a delegacia. Rafael oferece dinheiro para Galo. Samsa exige que Zoé o ajude contra Luís Felipe. Mauritânia e Javé se beijam. Maíra arma contra Zoé.             |              |               |               |                       |                        |
| 45 | 45           | "Capítulo 45" | Carlos Araújo | João Emanuel Carneiro | 14 de dezembro de 2022 |
| Maíra pede ajuda a Pablo contra Zoé. Vanessa tenta seduzir Rafael. Zoé descobre que foi furtada. Maíra toma uma decisão importante.                                                  |              |               |               |                       |                        |

## Temporada 2 (2023)
| N.º na série | N.º na temp. | Título        | Dirigido por  | Escrito por           | Exibição original   |
| --- | ------------ | ------------- | ------------- | --------------------- | ------------------- |
| 46 | 1            | "Capítulo 46" | Carlos Araújo | João Emanuel Carneiro | 5 de abril de 2023  |
| Termina a cirurgia de Maíra. Olavo flagra Joy e Diego aos beijos. Rafael confronta Diego. Judite faz confissão a Humberto.                                                         |              |               |               |                       |                     |
| 47 | 2            | "Capítulo 47" | Carlos Araújo | João Emanuel Carneiro | 5 de abril de 2023  |
| Rafael pede para Tenório instalar uma câmera na sala de Vanessa. Débora usa Biel para ameaçar Diego a continuar na organização. Rafael confronta Vanessa.                          |              |               |               |                       |                     |
| 48 | 3            | "Capítulo 48" | Carlos Araújo | João Emanuel Carneiro | 5 de abril de 2023  |
| Maíra se emociona na casa de sua madrinha. Judite faz revelação a Pablo. Zoé invade a casa de Vanessa. Humberto tenta conversar com Pablo. Rafael aproxima-se de Zoé.              |              |               |               |                       |                     |
| 49 | 4            | "Capítulo 49" | Carlos Araújo | João Emanuel Carneiro | 5 de abril de 2023  |
| Rafael propõe aliança a Zoé. Maíra se assombra com o plano da mãe. Vanessa descobre que foi enganada. Zoé leva Maíra para encontrar Rivaldinho.                                    |              |               |               |                       |                     |
| 50 | 5            | "Capítulo 50" | Carlos Araújo | João Emanuel Carneiro | 5 de abril de 2023  |
| Vanessa afirma que foi Maíra quem roubou Zoé. Samsa manda Débora usar Jéssica para pressionar Diego. Pablo e Judite seguem o carro de Zoé. Maíra se desespera diante da mãe.       |              |               |               |                       |                     |
| 51 | 6            | "Capítulo 51" | Carlos Araújo | João Emanuel Carneiro | 12 de abril de 2023 |
| Vanessa convence Zoé a tomar atitude sobre Rivaldinho. Pablo salva Humberto. Humberto conta o que descobriu para Zoé. Maíra fica desconcertada com Rafael.                         |              |               |               |                       |                     |
| 52 | 7            | "Capítulo 52" | Carlos Araújo | João Emanuel Carneiro | 12 de abril de 2023 |
| Maíra é hostil com Rafael. Zoé faz afirmação sobre Rivaldinho para Humberto. Débora chega até Biel. Jéssica entra em trabalho de parto. Maíra decide se aliar a Galo.              |              |               |               |                       |                     |
| 53 | 8            | "Capítulo 53" | Carlos Araújo | João Emanuel Carneiro | 12 de abril de 2023 |
| Zoé arma contra Galo. Maíra faz uma proposta para Galo. Rafael manda Tenório seguir Vanessa. Pablo se surpreende na casa de Vanessa.                                               |              |               |               |                       |                     |
| 54 | 9            | "Capítulo 54" | Carlos Araújo | João Emanuel Carneiro | 12 de abril de 2023 |
| Maíra faz negócio com Galo. Rafael flagra Maíra e fica desconfiado. Luís Felipe segue Lila. Pablo encontra Rivaldinho.                                                             |              |               |               |                       |                     |
| 55 | 10           | "Capítulo 55" | Carlos Araújo | João Emanuel Carneiro | 12 de abril de 2023 |
| Rafael se declara para Maíra. Vanessa tenta salvar a vida de Pablo. Maíra descobre que Zoé não está mais com Rivaldinho. Rafael descobre a ligação entre Maíra e Pablo.            |              |               |               |                       |                     |
| 56 | 11           | "Capítulo 56" | Carlos Araújo | João Emanuel Carneiro | 19 de abril de 2023 |
| Rafael se decepciona com o que ouve de Maíra. Lila descobre segredo de Diego. Olavo revela a Luís Felipe quem é o namorado de Joy. Rafael conta para Vanessa sobre Pablo e Maíra.  |              |               |               |                       |                     |
| 57 | 12           | "Capítulo 57" | Carlos Araújo | João Emanuel Carneiro | 19 de abril de 2023 |
| Vanessa reage à novidade sobre Pablo. Maíra cumpre acordo com Galo, que fica animado. Diego tenta negociar com Débora. Vanessa aparece na casa de Judite.                          |              |               |               |                       |                     |
| 58 | 13           | "Capítulo 58" | Carlos Araújo | João Emanuel Carneiro | 19 de abril de 2023 |
| Maíra e Vanessa se enfrentam. Lila conta para Luís Felipe sobre Diego. Rafael acredita que Vanessa esconde algo. Zoé descobre segredo de Vanessa.                                  |              |               |               |                       |                     |
| 59 | 14           | "Capítulo 59" | Carlos Araújo | João Emanuel Carneiro | 19 de abril de 2023 |
| Zoé comemora trunfo contra Vanessa. Luís Felipe faz exigência a Diego. Maíra desconfia de Pablo. Samsa arma contra Luís Felipe. Maíra ouve conversa de Pablo e Vanessa.            |              |               |               |                       |                     |
| 60 | 15           | "Capítulo 60" | Carlos Araújo | João Emanuel Carneiro | 19 de abril de 2023 |
| Luís Felipe é levado pelos capangas. Maíra confronta Pablo. Humberto convida Pablo para sua casa. Débora assume nova posição na quadrilha. Diego é sequestrado.                    |              |               |               |                       |                     |
| 61 | 16           | "Capítulo 61" | Carlos Araújo | João Emanuel Carneiro | 26 de abril de 2023 |
| Diego é levado para o quarto branco da Organização. Pablo se muda para a casa de Humberto. Zoé leva Maíra para encontrar Rivaldinho. Vanessa e Pablo são flagrados aos beijos.     |              |               |               |                       |                     |
| 62 | 17           | "Capítulo 62" | Carlos Araújo | João Emanuel Carneiro | 26 de abril de 2023 |
| Rafael tem descoberta inesperada. Diego descobre sobre situação de Jéssica. Pablo desabafa com Humberto. Débora faz comunicado a Luís Felipe. Rafael faz proposta para Vanessa.    |              |               |               |                       |                     |
| 63 | 18           | "Capítulo 63" | Carlos Araújo | João Emanuel Carneiro | 26 de abril de 2023 |
| Vanessa aceita proposta de Rafael. Débora explica parte do plano para Luís Felipe. Vanessa encontra uma foto comprometedora na casa de Zoé. Rafael procura Maíra.                  |              |               |               |                       |                     |
| 64 | 19           | "Capítulo 64" | Carlos Araújo | João Emanuel Carneiro | 26 de abril de 2023 |
| Rafael questiona Maíra e Judite sobre Rivaldinho. Judite descobre segredo de Pablo. Vanessa reúne documentos sobre Zoé. Galo surpreende Maíra. Rafael toma atitude sobre Humberto. |              |               |               |                       |                     |
| 65 | 20           | "Capítulo 65" | Carlos Araújo | João Emanuel Carneiro | 26 de abril de 2023 |
| Rafael discute com Humberto. Maíra aceita a ajuda de Pablo. Diego fala sobre plano de fuga com Jéssica. Humberto beija Judite. Pablo faz confissão a Rafael.                       |              |               |               |                       |                     |
| 66 | 21           | "Capítulo 66" | Carlos Araújo | João Emanuel Carneiro | 3 de maio de 2023   |
| Vanessa afirma para Rafael que tem uma revelação importante. Zoé tenta descobrir quem faz negócio com Galo. Rafael confessa a Maíra que descobriu a verdade sobre sua história.    |              |               |               |                       |                     |
| 67 | 22           | "Capítulo 67" | Carlos Araújo | João Emanuel Carneiro | 3 de maio de 2023   |
| Maíra e Rafael conversam. Vanessa negocia com Rafael a informação que descobriu. Zoé descobre que está sendo enganada. Rafael vai atrás de Rivaldinho. Maíra procura Zoé.          |              |               |               |                       |                     |
| 68 | 23           | "Capítulo 68" | Carlos Araújo | João Emanuel Carneiro | 3 de maio de 2023   |
| Maíra implora que a mãe devolva Rivaldinho. Zoé dá ordem para Garcia. Galo se surpreende com a situação de seu ônibus. Rafael confronta casal que negociou com a Organização.      |              |               |               |                       |                     |
| 69 | 24           | "Capítulo 69" | Carlos Araújo | João Emanuel Carneiro | 3 de maio de 2023   |
| Rafael surpreende Maíra. Pablo desdenha de Humberto. Patsy descobre que Mauritânia tomou golpe. Galo aceita e denunciar Zoé. Humberto assume a presidência da Rhodes.              |              |               |               |                       |                     |
| 70 | 25           | "Capítulo 70" | Carlos Araújo | João Emanuel Carneiro | 3 de maio de 2023   |
| Humberto expulsa Rafael da Rhodes. Rafael e Maíra acompanham Galo à delegacia. Humberto presenteia Pablo com um carro. Policiais chegam ao evento beneficente de Zoé.              |              |               |               |                       |                     |
| 71 | 26           | "Capítulo 71" | Carlos Araújo | João Emanuel Carneiro | 10 de maio de 2023  |
| Maíra vibra com situação de Zoé. Humberto tenta envolver Pablo em seus golpes. Rominho rouba arma de um capataz. Diego é ameaçado por Débora. A situação de Zoé tem reviravolta.   |              |               |               |                       |                     |
| 72 | 27           | "Capítulo 72" | Carlos Araújo | João Emanuel Carneiro | 10 de maio de 2023  |
| O policial questiona Maíra sobre Aninha. Diego se recusa a seguir ordem da Organização. Luís Felipe é sequestrado. Débora dá ordem para Garcia.                                    |              |               |               |                       |                     |
| 73 | 28           | "Capítulo 73" | Carlos Araújo | João Emanuel Carneiro | 10 de maio de 2023  |
| Débora ameaça Garcia. Luís Felipe é enviado para a fazenda. Brenda faz revelação a Javé. Ciça flagra Rominho e Jéssica juntos. Débora sofre uma emboscada.                         |              |               |               |                       |                     |
| 74 | 29           | "Capítulo 74" | Carlos Araújo | João Emanuel Carneiro | 10 de maio de 2023  |
| Zoé, Garcia e Galo são capturados. Zoé fica diante de Doutora Mondego. Diego e Luís Felipe se aliam. Judite organiza um piquete na Rhodes. Diego foge da fazenda.                  |              |               |               |                       |                     |
| 75 | 30           | "Capítulo 75" | Carlos Araújo | João Emanuel Carneiro | 10 de maio de 2023  |
| Rafael se preocupa com Diego. Zoé dá ordem a Humberto. Pablo se oferece para ajudar Maíra a fugir. Diego consegue passar sua localização para Rafael.                              |              |               |               |                       |                     |
| 76 | 31           | "Capítulo 76" | Carlos Araújo | João Emanuel Carneiro | 17 de maio de 2023  |
| Rafael encontra Diego. Tenório esconde um celular em um dos carros dos capangas. Rominho é levado para a sala de cirurgia. Pablo chega à delegacia. Maíra executa seu plano.       |              |               |               |                       |                     |
| 77 | 32           | "Capítulo 77" | Carlos Araújo | João Emanuel Carneiro | 17 de maio de 2023  |
| Maíra arma um plano com Pablo contra Zoé e Humberto. A fazenda é invadida. A polícia chega à casa de Judite. Humberto dopa Zoé.                                                    |              |               |               |                       |                     |
| 78 | 33           | "Capítulo 78" | Carlos Araújo | João Emanuel Carneiro | 17 de maio de 2023  |
| Humberto se desespera ao saber da situação da organização. Zoé descobre que foi enganada. Rafael descobre o que Maíra fez. Zoé faz contato com Galo.                               |              |               |               |                       |                     |
| 79 | 34           | "Capítulo 79" | Carlos Araújo | João Emanuel Carneiro | 17 de maio de 2023  |
| Zoé e Galo sequestram Judite. Rafael e Maíra se amam. Rafael volta à Rhodes. Humberto é chantageado. Zoé surge com novo visual.                                                    |              |               |               |                       |                     |
| 80 | 35           | "Capítulo 80" | Carlos Araújo | João Emanuel Carneiro | 17 de maio de 2023  |
| Zoé recebe um bilhete escondido. Galo faz revelação para Garcia. Rafael toma atitude sobre Humberto e Vanessa. Humberto descobre o paradeiro de Zoé e Galo.                        |              |               |               |                       |                     |
| 81 | 36           | "Capítulo 81" | Carlos Araújo | João Emanuel Carneiro | 24 de maio de 2023  |
| Vanessa encontra uma pista de Zoé. Diego e Luís Felipe conversam. Javé toma decisão sobre Brenda e Mauritânia. Vanessa faz proposta a Pablo.                                       |              |               |               |                       |                     |
| 82 | 37           | "Capítulo 82" | Carlos Araújo | João Emanuel Carneiro | 24 de maio de 2023  |
| Vanessa tenta descobrir informação com Pablo. Olavo pede para voltar a namorar Joy e faz ligação misteriosa. Um homem observa Rafael.                                              |              |               |               |                       |                     |
| 83 | 38           | "Capítulo 83" | Carlos Araújo | João Emanuel Carneiro | 24 de maio de 2023  |
| Rafael sofre uma emboscada. Começa o desfile da coleção de Mauritânia. Luís Felipe confirma as desconfianças de Diego.                                                             |              |               |               |                       |                     |
| 84 | 39           | "Capítulo 84" | Carlos Araújo | João Emanuel Carneiro | 30 de maio de 2023  |
| Olavo e Garcia avisam à Doutora o que fizeram. Luís Felipe diz à Doutora que ela será transferida e ela o adverte de forma intimidadora. Rafael alerta Luís Felipe.                |              |               |               |                       |                     |
| 85 | 40           | "Capítulo 85" | Carlos Araújo | João Emanuel Carneiro | 1 de junho de 2023  |
| Rafael descobre sobre situação de Maíra. Passam-se alguns anos. Maíra vai ao encontro de Zoé.                                                                                      |              |               |               |                       |                     |